# Bantur (plaats)
Bantur (Bantoor) is een bestuurslaag in het regentschap Malang van de provincie Oost-Java, Indonesië. Bantur telt 11.553 inwoners (volkstelling 2010).